# Хороша боротьба
«Хороша боротьба», або «Гарна боротьба» (англ. The Good Fight) — американський телесеріал в жанрі юридичної драми, створений Робертом Кінгом, Мішель Кінг і Філом Алденом Робінсоном; спін-оф телесеріалу «Гарна дружина». Слоган телешоу: «Get nasty» («будь неприємним», що також перекладається як «брати участь у статевому акті»).
Пілотний епізод шоу вийшов 19 лютого 2017 року на телеканалі CBS, решта дев'ять епізодів першого сезону вийшли на платформі CBS All Access. 14 травня 2020 року серіал був продовжений на п'ятий сезон, прем’єра якого запланована на 2021 рік.

## У ролях
- Крістін Баранскі — Діана Локгарт
- Роуз Леслі — Мая Рінделл (сезони 1-3)
- Еріка Тазель — Барбара Колстад (сезон 1; гість у сезоні 2)
- Каш Джамбо — Лука Квїнн
- Делрой Ліндо — Едріан Боузман
- Сара Стіл — Марісса Ґолд
- Джастін Барта — Колін Морелло (сезони 1-2)
- Ньямбі Ньямбі — Джей Діперсіа (періодично сезон 1; сезон 2-4)
- Майкл Ботман — Джуліус Кейн (періодично сезон 1; сезон 2-4)
- Одра Макдональд — Ліз Лоренс (сезон 2-4)
- Майкл Шин — Роланд Блам (сезон 3)
- Зак Греньє — Девід Лі (гість у сезоні 1; сезон 4)
- Меймі Гаммер — Ненсі Крозьє
- Філісія Рашад — Ренетта Кларк
- Девін Ретрей — Кевін Костас

## Відгуки критиків
«Хороша боротьба» отримала визнання критиків. На Rotten Tomatoes серіал тримає 100% «свіжості», що заснована на 34 рецензіях критиків із середнім балом 8/10. Критичний консенсус сайту говорить: «"Хороша боротьба" забезпечила сприятливий дебют для CBS All Access: шоу впевнено прямує за своїм попередником, не забуваючи про новий розширений стиль оповіді, що дозволяє розповісти нові історії про людську боротьбі». На Metacritic серіал отримав 80 балів зі ста, що засновано на 25 «в цілому позитивних» відгуках критиків.